# Stefan Cohnen
Stefan Cohnen, né le 4 décembre 1982 à Sittard, est un coureur cycliste néerlandais.

## Palmarès
- 2000
  - 2e du Grand Prix Général Patton
- 2003
  - 3e de la Flèche du Sud
- 2004
  - 2e étape de l'An Post Rás
- 2005
  - 4e étape du Tour du lac Qinghai
- 2010
  - 4e étape de la Flèche du Sud
- 2011
  - Grand Prix Ost Fenster

## Classements mondiaux
| Année           | 2005  | 2006 | 2007 | 2008 | 2009 | 2010 |
| --------------- | ----- | ---- | ---- | ---- | ---- | ---- |
| UCI Asia Tour   | 45e   | 82e  |      |      |      |      |
| UCI Europe Tour | 1059e | 810e |      |      |      | 842e |